# Laakalampi
Laakalampi är en sjö i kommunen Sonkajärvi i landskapet Norra Savolax i Finland. Sjön ligger 160,9 meter över havet. Den är 1,5 meter djup. Arean är 56 hektar och strandlinjen är 4,67 kilometer lång. Sjön  ingår i Vuoksens huvudavrinningsområde.   Den ligger omkring 100 kilometer norr om Kuopio och omkring 430 kilometer norr om Helsingfors. 